# Andó Momofuku
Andó Momofuku (安藤百福, nyugaton: Momofuku Ando) (Tajvan, 1910. március 5. – Japán, 2007. január 5.) a Nissin Food Products Co., Ltd. alapítója és elnöke, az instant tésztaételek szülőatyja.
Tajvanon, Csiaji városában született a sziget japán megszállása alatt. Szülei Oszakából érkezett japán kereskedők voltak, de Andó hamar elveszítette őket. Nagyszülei gyámsága alatt nőtt fel Tajnan városában. 23 éves korában visszaköltözött Oszakába, beiratkozott a Ricumeikan Egyetemre, és ezzel egyidőben apja oszakai kapcsolataira támaszkodva egy kereskedő céget alapított. Miután a cég csődbe ment, 1948-ban Andó Momofuku az Oszaka prefektúrában található Ikeda városában megalapította a Nissin elődjét. A kicsi családi vállalkozás először só előállításával foglalkozott.
1958. augusztus 25-én, 48 éves korában, több hónap kísérletezés után Andó Momofuku tökéletesítette gyorssütési technikáját és feltalálta az instant tésztalevest. A terméket Chicken Rámennek (チキンラーメン, csikinrámen) keresztelte, az eredeti íz alapján. Kezdetben luxuscikknek számított, ára hatszorosa volt a frissen készült tésztaételeknek. 1971. szeptember 18-án piacra került a tészta első poharas változata is. Ahogy az árak csökkentek, az instant tészta bombaüzletté vált. 2004-ben már 70 milliárd csomag tésztaételt értékesítettek világszerte.
1964-ben létrehozta az Instant Ételeket Gyártók Szövetségét (Instant Food Industry Association), ami számos tisztességes versenyre és termékminőségre vonatkozó irányelvet fogalmazott meg, valamint olyan ágazati szabványokat vezetett be, mint a gyártási idő feltüntetése a csomagoláson. 
Ő volt a Tésztaételt Előállítók Nemzetközi Szövetségének (International Ramen Manufacturers' Association) elnöke. Róla nevezték el az Ikedában található Andó Momofuku Instant Tésztaétel Múzeumot.
2007. január 5-én, 96 éves korában hunyt el szívelégtelenségben, Oszaka prefektúrában.